# Centerville, Ohio
Centerville är en stad i Greene County, och Montgomery County, i Ohio. Vid 2020 års folkräkning hade Centerville 24 240 invånare.

## Kända personer från Centerville
- Chip Reese, pokerspelare